# Wahlenbergia costata
Wahlenbergia costata är en klockväxtart som beskrevs av A.Dc. Wahlenbergia costata ingår i släktet Wahlenbergia och familjen klockväxter. Inga underarter finns listade i Catalogue of Life.